# Помилуйковка
Помилуйковка (укр. Помилуйківка), село,
Песко-Радьковский сельский совет,
Боровский район,
Харьковская область.
Код КОАТУУ — 6321083003.
Присоединено к селу Малеевка в 1999 году .

## Географическое положение
Село Помилуйковка находится на правом берегу ручья Соленая, который через 8 км впадает в Оскольское водохранилище (река Оскол).
Выше по течению в 1,5 км расположено село Малеевка,
ниже по течению в 1 км расположено село Пески-Радьковские.

## История
- 1999 — присоединено к селу Малеевка [3].